# Tom et Jerry drôles de lutins pour le Père Noël
Pour les articles homonymes, voir Tom et Jerry (homonymie).

Tom et Jerry drôles de lutins pour le Père Noël (Tom and Jerry: Santa's Little Helpers) est un DVD édité en France par Warner Home Video en 2014 et compilant 6 cartoons provenant de la série classique, 8 épisodes de Tom et Jerry Tales ainsi qu'un spécial de la série Tom et Jerry Show de 2014.

## Liste descartoons
- Drôles de lutins pour le Père Noël (Tom and Jerry: Santa's Little Helpers) (Special) (22 minutes)
- Le pire Noël (Ho, Ho Horrors) (2007)
- Le toutou casse-tout (Dog-Gone Hill Dog) (2007)
- La Veillée de Noël (The Night Before Christmas) (1941)
- L'affamé qui venait du froid (Adventures in Penguin Sitting) (2007)
- L'abominable souris des neiges (Snowmouse) (2008)
- Hockey vs Patinage artistique (Hockey Schtick) (2008)
- La bataille de boules de neige (Snow Brawl) (2008)
- Guerre polaire (Polar Peril) (2006)
- Tom et Jerry et le petit phoque (Little Runaway) (1952)
- Tom et Jerry sur la glace (Mice Follies) (1954)
- Le Caneton migrateur (Southbound Duckling) (1955)
- Tom et Jerry dansent (Down Beat Bear) (1956)
- Drôle de corrida (Mucho Mouse) (1957)
- L'ennemi à la déchèterie (City Dump Chump) (2006)